# Sebastian Shaw
Sebastian Shaw (29. maj 1905 – 23. december 1994) var en engelsk skuespiller. Han var en anerkendt Shakespeare-skuespiller, men er bedst kendt for at spille den aldrende Anakin Skywalker i Star Wars Episode VI: Jediridderen vender tilbage (1983).